# Бенуа, Пьер
Пьер Бенуа́ (фр. Pierre Benoit; 16 июля 1886, Альби, Тарн, Франция — 3 марта 1962, Сибур, Атлантические Пиренеи, Франция) — французский писатель, член Французской академии (1931). Автор приключенческих романов, один из которых, «Атлантида» (1919), имел большой успех в первой половине XX века.

## Биография
Пьер Бенуа родился в городе Альби на юге Франции, где служил в гарнизоне его отец, кадровый офицер. Сразу отметим, что хотя Бенуа прожил в Альби меньше года, он чувствовал тесную связь с городом и особенно его собором, который служил для него источником вдохновения. В 1887 году его отец был переведен на службу в Тунис, а затем в Алжир. В 1907 году после службы в 1-м полку зуавов Бенуа изучает литературу и историю, переехав в Монпелье. Получил степень бакалавра искусств. Не сумев получить пост учителя истории, он становится чиновником, и до 1922 года работает в сфере образования. К этому времени относятся его первые поэмы «Диадумен» и «Просительницы», за которые он получает премию Общества французских литераторов (фр. Société des gens de lettres).
В начале Первой мировой войны его призывают на фронт, однако после Битвы при Шарлеруа он тяжело заболевает и демобилизуется. Полученный опыт привел к тому, что Бенуа стал убежденным пацифистом. После войны выходят его первые романы: «Кёнигсмарк» (1918) и «Атлантида». За второй роман он получил Большую премию Французской академии.
С 1923 года он работает репортёром для известных парижских газет, таких как Le Journal, France-Soir, L’Intransigeant. Он путешествует в Турцию и Иран, Палестину и Сирию, посещает Австралию и Таити, Аргентину и Бразилию, берёт интервью у Хайле Селассие I, Бенито Муссолини, Германа Геринга. Параллельно с этим выходят его романы: «Солёное озеро», «Владетельница ливанского замка», «Прокажённый король», «Колодцы Иакова», «Мадемуазель де ла Ферте», «Полуночное солнце», «Забытый».
Поскольку он часто путешествовал, его романы зачастую описывали другие, непривычные читателю того времени страны: Алжир в «Атлантиде» (1919), США в «Солёном озере» (1921), Ирландию в «Дороге гигантов» (1922), Сирию во «Владетельнице ливанского замка» (1924).
В 1929—1930 годах президент Общества литераторов. 11 июля 1931 года Бенуа был избран членом Французской академии. В 1920—1930-е годы появляется множество экранизаций его романов. Так, «Атлантиду» на экране воплощали Жак Фейдер в 1921 году и Георг Пабст в 1932 году, «Кёнигсмарка» — Леонс Перре в 1923 году и Морис Турнёр в 1935 году. Сам он выступил соавтором сценария фильма «Тарас Бульба» (1936), поставленного по одноимённой повести Н. В. Гоголя.
Несмотря на то, что во время Аншлюса 1938 года Бенуа находился в Вене, он до последнего верил в возможность союза между Францией и Германией, и начало Второй мировой войны стало для него неожиданностью. В сентябре 1944 года по подозрению в сотрудничестве с оккупантами он арестован и отправлен в тюрьму Френ, но через полгода с него снимают все обвинения.
С выходом романа «Агриат» в 1950 году к нему вновь приходит успех, и в 1957 году он пишет сороковой по счёту роман «Монсальват», тогда же продается его пятимиллионная книга. Беседы с ним под названием «От Кёнигсмарка до Монсальвата» выходят в радиоэфир. В 1959 году он уходит из Французской академии в знак протеста после того, как в академию не приняли его давнего друга писателя Поля Морана.
28 мая 1960 года умирает его жена Марсель, он долго не мог оправиться от этой потери. Умер Бенуа 3 марта 1962 года.